# Paul Leyow
Paul Leyow es un deportista jamaicano que compitió en bádminton. Ganó dos medallas de bronce en los Juegos Panamericanos de 1995, en las pruebas de dobles y dobles mixto.

## Palmarés internacional
| Juegos Panamericanos | Juegos Panamericanos      | Juegos Panamericanos | Juegos Panamericanos |
| Año                  | Lugar                     | Medalla              | Prueba               |
| -------------------- | ------------------------- | -------------------- | -------------------- |
| 1995                 | Mar del Plata (Argentina) | Medalla de bronce    | Dobles               |
| 1995                 | Mar del Plata (Argentina) | Medalla de bronce    | Dobles mixto         |